# Günter Kaslowski

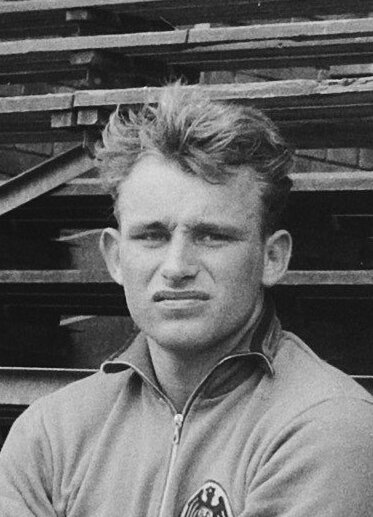
Günter Kaslowski bei den UCI-Bahn-Weltmeisterschaften 1959 in Amsterdam

Günter Kaslowski (* 5. Juli 1934 in Berlin; † 26. Juni 2001 ebenda) war ein deutscher Bahnradsportler und nationaler Meister im Radsport.
Mit 15 Jahren trat er dem Verein RV Sport Berlin 88 bei.
1959 und 1960 wurde Günter Kaslowski deutscher Amateurmeister im Sprint. Bis 1968 stand er bei deutschen Meisterschaften achtmal in den Disziplinen Sprint, Tandemrennen und 1000-Meter-Zeitfahren auf dem Podium. 1960 startete er bei den Olympischen Sommerspielen in Rom im Sprint und schied in der zweiten Runde aus. 1961 übernahm er die elterliche Baufirma in Berlin.

## Berufliches
Kaslowski war als Maurermeister in Berlin tätig.